# Band of Joy
The Band of Joy — рок-группа из Великобритании, которая существовала в 1965—1968 и 1977—1983 годах. Легендарный рок-вокалист Роберт Плант восстановил группу под этим названием в 2010 году для концертного тура в США и Европе.

## История группы
Группа известна благодаря тому, что в её состав определенное время входили вокалист Роберт Плант и барабанщик Джон Бонэм, которые впоследствии были приглашены в легендарную группу Led Zeppelin, и, в меньшей степени, - благодаря разовому участию в составе команды поддержки группы Нодди Холдера — будущего фронтмена легендарного Slade.

## 1966—1968
Группа Band of Joy была создана в 1966 в Уэст-Бромидже, неподалеку от Бирмингема, клавишником Крисом Брауном (Chris Brown), гитаристом Верноном Перейрой (Vernon Pereira) и певцом Робертом Плантом.
Со временем конфликты группы с её менеджментом привели к тому, что Плант покинул группу через несколько месяцев. Ему было заявлено, что он просто не умеет петь. Плант попытался сформировать собственный Band Of Joy, но попытка не имела успеха. Третья инкарнация группы уже с участием Джона Бонэма — друга детства Роберта Планта — длилась с 1967 до середины 1968 года. Её участниками были гитарист Кевин Геммонд и басист Пол Локли. Их бренд соул музыки и блюза был очень популярным в бирмингемской «Mod» (молодежная субкультура). Этот состав группы сделал ряд демо-записей в начале 1968 года, но распался в мае 1968 года, когда контракты относительно записей не удалось осуществить. Ненадолго обязанности лид-гитариста перешли к Дэйву Пеггу, который впоследствии стал бас гитаристом групп Fairport Convention и Jethro Tull. Пегг репетировал с Band of Joy, но не гастролировал с ней. На гастролях в Шотландии в 1968 году Плант и Бонэм выступали вместе с временными участниками Джоном Хиллом (экс-участник группы Uncle Joseph) и гитаристом Миком Строудом.

## 1977—1983
В 1977 году Кевин Геммонд и Пол Локли восстановили Band of Joy, пригласив в группу Джона Пастернака, Питера Робинсона и клавишника Майкла Четвуда. Ранее Геммонд, Локли и Робинсон играли в группе Bronco. Новым составом участников, было записано два альбома, которые определялись прогрессивными мелодиями и экспериментами из сочетания новых звуков панк движения с классическими жанрами рок-музыки и блюза. Они приглашали Планта и Бонэма принять участие в их альбоме 1978 года, но из этого ничего не вышло. В 1983 году Band of Joy выпустил второй альбом, после чего группа вновь распалась. Геммонд позже сотрудничал с Плантом в своей группе «Priory of Brion».

## 2010
В 2010 году Роберт Плант сформировал новую группу и организовал тур в поддержку альбома «Robert Plant & the Band of Joy». Этот альбом занял 8 строчку в списке 30 лучших альбомов 2010 года по версии Rolling Stone
31 июля 2011 года Роберт Плант с группой «Band of Joy» дали концерт в Дворце «Украина» (Киев) в рамках турне в поддержку нового альбома.

## Дискография
- Band of Joy (альбом) (1978)
- 24k (альбом) (1983)
- Sixty Six to Timbuktu (2003) — ретроспективный альбом Роберта Планта, который включает некоторые записи Band of Joy: «Hey Joe» и «For What it’s Worth»
- Band of Joy (2010)

## Участники
состав 1967 года
- Джон Бонэм — барабаны и ударные инструменты
- Крис Браун — орган
- Кевин Геммонд — гитара, вокал
- Пол Локли — бас-гитара, гитара, вокал
- Роберт Плант — вокал; состав 1968 года
- Джон Бонэм — барабан
- Джон Хилл — бас-гитара
- Джон Келси — клавишные инструменты
- Роберт Плант — вокал лед
- Мик Строуд — лид гитара; состав 1977 года
- Майкл Четвуд — клавишные инструменты, вокал
- Кевин Геммонд — гитара, вокал
- Пол Локли — гитара, вокал
- Джон Пастернак — бас, вокал
- Питер Робинсон — барабан; состав 2010 года
- Марко Джовино — перкуссия (ударные музыкальные инструменты)[10]
- Пэтти Гриффин — вокал и гитара
- Байрон Хаус — бас
- Бадди Миллер — гитара, вокал
- Даррелл Скотт — вокал, мандолина, гитара, аккордеон, педаль, банджо.
- Роберт Плант — лид вокал.

## Ссылка
1. ↑  By Patrick Doyle; By Patrick Doyle. Robert Plant Previews Upcoming Band of Joy Album. Rollingstone.com (25 июня 2010). Дата обращения: 10 января 2011. Архивировано из оригинала 31 декабря 2010 года.
2. ↑  Band of Joy, Kidderminster. Bbc.co.uk. Дата обращения: 5 июля 2010. Архивировано из оригинала 24 августа 2013 года.
3. ↑  Welcome to the Birmingham Music Archive – Band of Joy. Birminghammusicarchive.co.uk (30 марта 2010). Дата обращения: 5 июля 2010. Архивировано из оригинала 24 августа 2013 года.
4. ↑  Theakston, Rob. Band of Joy.  Overview. allmusic. Дата обращения: 5 июля 2010. Архивировано 2 августа 2020 года.
5. ↑  Cynthia Blair Webdesign; Cynthia Blair Webdesign. Memories in Music. Memories in Music. Дата обращения: 5 июля 2010. Архивировано из оригинала 24 августа 2013 года.
6. ↑  Sean Michaels (29 марта 2010). Robert Plant to tour with new Band of Joy lineup | Music | guardian.co.uk. London: Guardian. Архивировано 21 апреля 2010. Дата обращения: 5 июля 2010. {{cite news}}: Указан более чем один параметр |author= and |last= (справка)
7. ↑  «The 30 Best Albums of 2010 Архивная копия от 17 декабря 2010 на Wayback Machine».
8. ↑  Роберт Плант у Києві 31 липня 2011 Архивная копия от 25 марта 2016 на Wayback Machine (рус.)
9. ↑  Катерина Тугушева. Дата обращения: 27 марта 2017. Архивировано 1 октября 2015 года.
10. ↑  Achilles Last Stand. Led Zeppelin. Дата обращения: 10 января 2011. Архивировано 2 декабря 2012 года.